# روبرت تاونسيند
روبرت تاونسيند (بالإنجليزية: Robert Townsend)‏ هو كاتب سيناريو ومخرج وممثل أمريكي، ولد في 6 فبراير 1957 بشيكاغو في الولايات المتحدة.

## أعمال

### أفلام
- (1984) قصة جندي

## وصلات خارجية
- روبرت تاونسيند على موقع IMDb (الإنجليزية)
- روبرت تاونسيند على موقع مونزينجر (الألمانية)
- روبرت تاونسيند على موقع ألو سيني (الفرنسية)
- روبرت تاونسيند على موقع ميوزك برينز (الإنجليزية)
- روبرت تاونسيند على موقع أول موفي (الإنجليزية)
- روبرت تاونسيند على موقع قاعدة بيانات الأفلام السويدية (السويدية)
- روبرت تاونسيند على موقع إن إن دي بي (الإنجليزية)
- روبرت تاونسيند على موقع قاعدة بيانات الفيلم (الإنجليزية)
- روبرت تاونسيند على موقع كينوبويسك (الروسية)